# Johann Sebastian Bach

Het door Bach zelf ontworpen monogram met de spiegelbeeldig in elkaar verweven initialen van zijn naam, JSB

Johann Sebastian Bach (Eisenach, 21 maart  (O.S.) 1685 – Leipzig, 28 juli 1750) was een Duits componist van barokmuziek, organist, klavecinist, violist, muziekpedagoog en dirigent.
Hij wordt door de meeste muziekwetenschappers beschouwd als een van de grootste en invloedrijkste componisten uit de geschiedenis van de klassieke muziek vanwege de inventiviteit waarmee hij melodie, harmonie en ritme, maar ook diverse muziekstijlen en dansvormen uit zijn tijd combineerde, wat veel componisten na hem inspireerde en uitdaagde hem te evenaren. Bach heeft als geen ander laten zien hoe belangrijk de constructie van een compositie is, alsmede de maximalisatie van een altijd aanwezige spanningsopbouw en -afbouw.

## Plaatsbepaling
Bachs omvangrijke oeuvre werd door Wolfgang Schmieder thematisch voor het eerst gecatalogiseerd en gerubriceerd, aanvankelijk slechts ten behoeve van de Duitse muziekuitgeverij Breitkopf & Härtel als uitleen- en publicatiecatalogus, in de Bach-Werke-Verzeichnis (BWV). Het oeuvre valt met name op door groot componeer-technisch vakmanschap en – voor velen – een sterke emotionele zeggingskracht.
Bach bereikte in zijn behandeling van polyfonie en harmonie een kwaliteit waarin hij de grenzen van wat tot dan toe gerealiseerd was in de klassieke muziek verre overschreed. Bachs oeuvre omvat vrijwel alle stijlen en vormen die in zijn tijd gangbaar waren, met uitzondering van opera, al zijn er wereldlijke cantates met duidelijke invloeden uit de opera.

## Leven

Woonplaatsen van Bach

### Eisenach (1685-1695)
Bach werd geboren op 21 maart 1685 te Eisenach in de huidige Duitse deelstaat Thüringen als telg van een oud muzikaal geslacht (over 7 generaties telde het meer dan 120 musici). Hij werd gedoopt op 23 maart in de Sankt Georgenkirche, gelegen op het centrale stadsplein van Eisenach waaraan ook het stadskasteel van de vorsten van Sachsen-Eisenach is gelegen. Als tweede naam kreeg de dopeling de naam van zijn peetoom, Sebastian Nagel, stadsblazer uit Gotha. Hij kreeg al op zeer jonge leeftijd vioolles van zijn vader Johann Ambrosius Bach. Op de Latijnse school volgde hij muziekonderwijs bij cantor Andreas Christian Dedekind.

### Ohrdruf en Lüneburg (1695-1702)

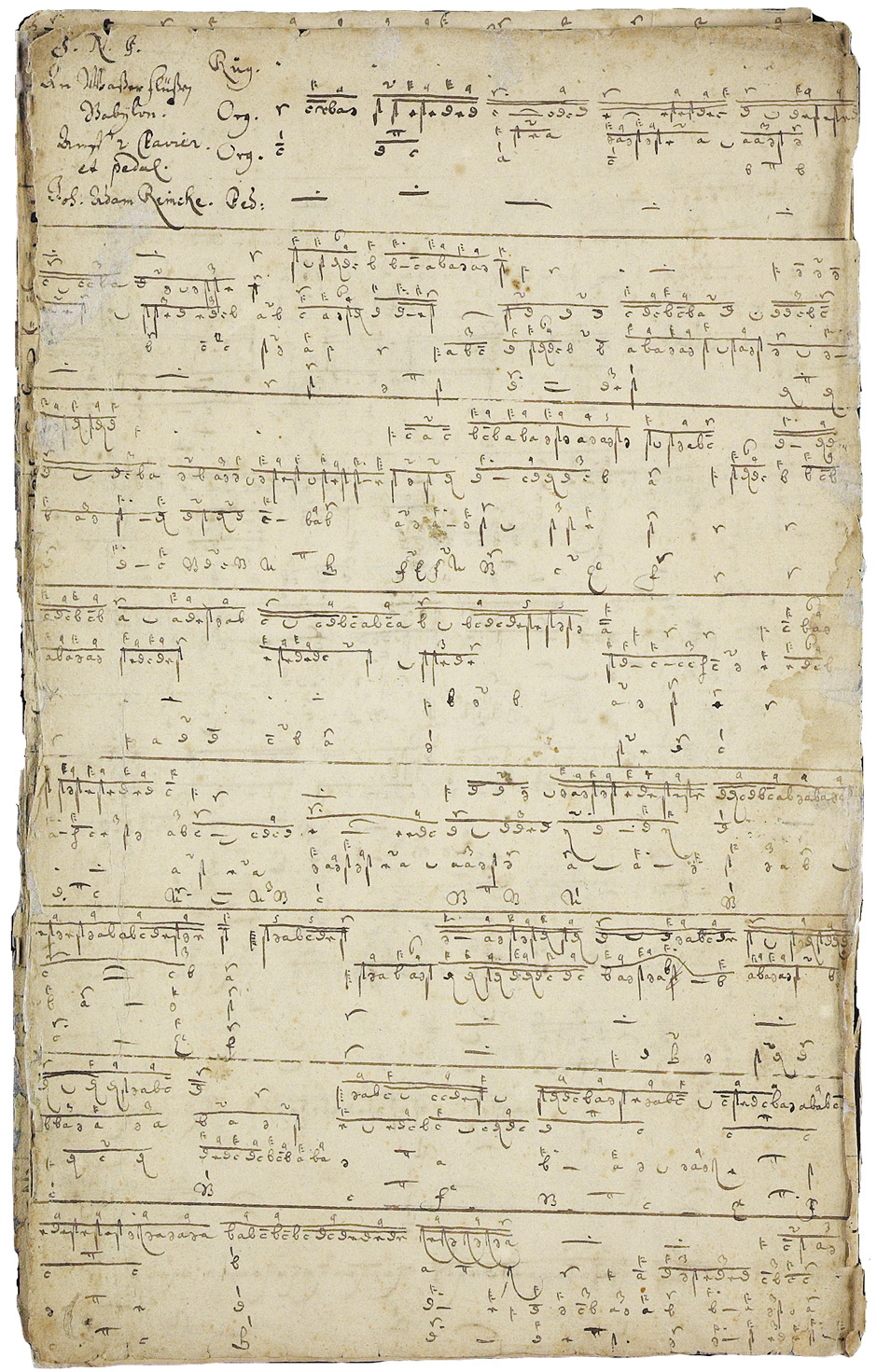
Bachs kopie van Reinckens An Wasserflüssen Babylon

Op negenjarige leeftijd werd hij wees en kwam hij terecht in het gezin van zijn oudste broer Johann Christoph Bach III, die kerkorganist was in het stadje Ohrdruf.
Die merkte het bijzondere muzikale talent van de jonge Johann Sebastian op en bracht zijn jongste broer de beginselen van het muziekmaken in extenso bij, vooral wat betreft het bespelen van het orgel en het klavier. In deze periode begon Bach, voornamelijk op eigen kracht, met componeren. Hierbij dienden composities van andere meesters – afkomstig uit de muziekverzameling van zijn oudste broer – als voorbeelden.
Een belangrijk deel van de zogeheten Neumeister-koralen die in 1985 in Yale University ontdekt werden – een verzameling van enkele tientallen korte koraalvoorspelen voor orgel – dateert mogelijk grotendeels uit deze vroege periode.
Rond 1700 werd de gezinswoning van zijn broer, waar de jonge Johann Sebastian woonde, te klein. Zijn broer was getrouwd en had inmiddels twee kinderen met een derde op komst. Johann Sebastian kreeg een beurs om gedurende drie seizoenen op het Michaelisgymnasium in Lüneburg in Noord-Duitsland te studeren. Op deze school kreeg hij vermoedelijk muziekles van cantor August Braun en van organist F.C. Morhardt. In de periode dat Bach op deze school verbleef werd het orgel gerenoveerd door de door Arp Schnitger opgeleide orgelbouwer Johann Balthasar Held, die logeerde in de school. Dat moet Bach de mogelijkheid hebben gegeven zich diepgaand te laten informeren over orgelbouw.
In Lüneburg was destijds Georg Böhm organist van de Sankt Johanneskirche. Johann Sebastian Bach was een bewonderaar van de composities van Böhm en bestudeerde deze ijverig. Een door Bachs tweede zoon Carl Philipp Emanuel Bach schriftelijk gemaakte, maar later geschrapte suggestie dat  Georg Böhm de jonge Johann Sebastian Bach les zou hebben gegeven, blijkt sterkere papieren te hebben dan tot recent werd aangenomen. Dit blijkt uit een door Bach zelf in 1700 ten huize van Böhm vervaardigde kopie van het orgelwerk An Wasserflüssen Babylon van de in Deventer geboren Hamburgse meesterorganist Johann Adam Reincken. Na de slotmaten staat de volgende door Bach gedateerde en naar Böhm verwijzende tekst: â Dom. Georg: Böhme | descriptum aõ. 1700 | Lunaburgi. Het documenteert de nauwe band in die tijd tussen Georg Böhm en zijn jonge 'meesterleerling' Bach. Uit Forkels Bachbiografie blijkt evenwel dat C.P.E. Bach in 1775 dit relativeert. Hij noemde Böhm aanvankelijk als leraar van zijn vader, maar sprak daarna meer neutraal over de Lüneburgse componist Böhm.

### Arnstadt (1702-1707)

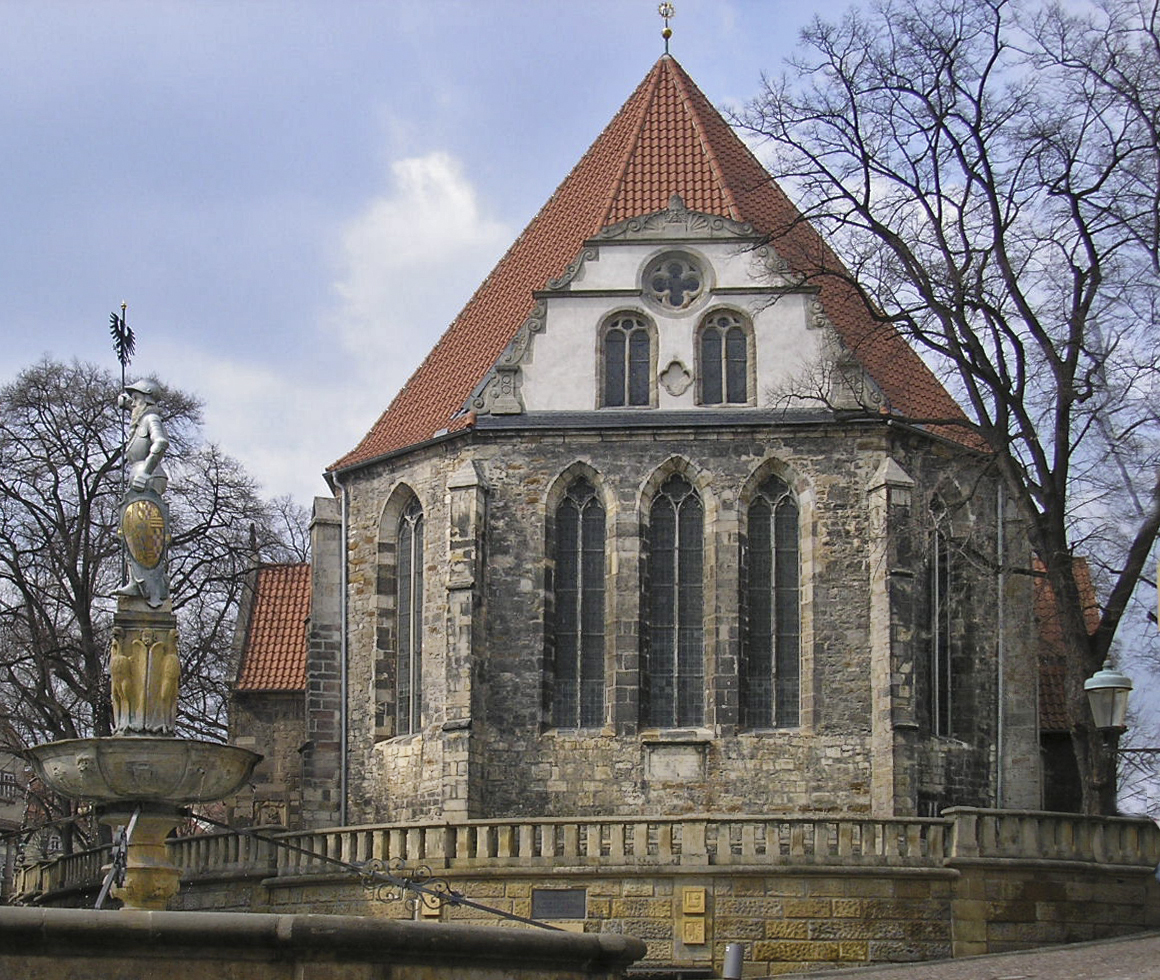
Bachkirche Arnstadt

In zijn 18e levensjaar vond Bach tijdelijk werk aan het hertogelijke hof in Weimar als lakei zoals rekeningen dit vermelden. Veel waarschijnlijker is het dat hij toen reeds, onder bescherming van de toenmalige Weimarer hoforganist Johann Effler (een oude relatie van Bachs vader Johann Ambrosius), aldaar voor het eerst als beroepsmusicus is opgetreden, als plaatsvervangend hoforganist.
Niet lang daarna, op 13 juli 1703, wijdde hij het nieuwe orgel in van de Neue Kirche (thans Bachkirche) in Arnstadt. Vermoedelijk deed hij dit onder andere door het vertolken van een van zijn orgelcomposities, de Toccata en Fuga in d-moll (BWV 565), waarvoor de briljante Noord-Duitse orgelspeelstijl van Johann Adam Reincken (werkzaam in Hamburg) en Dietrich Buxtehude (werkzaam in Lübeck) model heeft gestaan. Hun composities en improvisatietalent had hij tijdens zijn verblijf in Lüneburg onder meer bij Böhm en tijdens excursies naar het nabijgelegen Hamburg leren kennen. Bach werd in de kasregisters van de Neue Kirche niet geheel ten onrechte als hoforganist uit Weimar genoemd. Vrijwel zeker ontving hij voor het inwijden van het orgel een riante financiële vergoeding.
Een maand later werd Bach tot organist van de Neue Kirche in Arnstadt benoemd. Ook voor deze functie werd Bach – gezien zijn leeftijd en staat van dienst op dat moment – royaal betaald (hij verdiende ongeveer het dubbele van wat zijn opvolger zou krijgen). Niet ondenkbaar is dat hij bevoordeeld werd door de invloed van een prominent familielid, de ziekenhuisdirecteur en vroegere burgemeester van Arnstadt Martin Feldhaus. Feldhaus moest zich enkele jaren later voor het gerecht verantwoorden wegens geldverduistering en werd uit al zijn ambten ontheven.
Volgens zijn contract moest Bach de zondagse kerkdienst, een gebedsuur op maandag en de vroege preek op donderdag op het orgel begeleiden. Verder had hij contractueel geen verplichtingen. Bach weigerde – mede op grond van dit contract – dan ook regelmatig met het schoolkoor van zijn kerk te musiceren. Waarschijnlijk speelde hierbij een rol dat Bach het koor en het orkest matig van kwaliteit vond. Dit leidde tot enkele conflicten, waaronder een serieus treffen met de student Johann Heinrich Geysersbach die, nadat Bach tijdens een repetitie beledigende opmerkingen zou hebben toegevoegd over diens muzikale kwaliteiten, Bach in het gezicht sloeg, waarna Bach zich met een degen verdedigde.
Nadat deze zaak onderzocht was, werd Bach aangeraden toch met het koor te musiceren. In plaats hiervan nam Bach voor vier weken verlof op en vertrok te voet naar de Noord-Duitse stad aan de Oostzee Lübeck. Bach wilde zich hier, zoals hij later zou verklaren, in zijn kunstzinnige vaardigheden gaan verdiepen. De aanleiding van Bachs voettocht naar (en later van) Lübeck betrof uitvoeringen van twee nieuwe oratoria in zeer grote stijl (meerkorigheid) en bezetting in de Marienkirche van deze Hanzestad: 'Castrum doloris' en 'Templum honris' van de hand van de organist van de kerk, tevens dirigent, concertondernemer en kerkadministrateur, Dieterich Buxtehude.
Dat Bach aan deze uitvoeringen meewerkte is niet gedocumenteerd, maar geldt als waarschijnlijk. Een creatieve 'echo' in Bachs eigen oeuvre van deze opzienbarende oratoriumuitvoeringen is wel zijn meerkorige kerkelijke feestcantate (of 'Kirchen-Motetto') 'Gott ist mein König' (BWV 71) uit 1708 te Mühlhausen. Dit was een jaar na het overlijden van Buxtehude te Lübeck.
Bach bleef veel langer weg dan de overeengekomen vier weken en kwam pas na vier maanden (in januari 1706) terug in Arnstadt. Hij werd hiervoor door het consistorium berispt.
Aangenomen wordt dat Bachs overschrijden met drie maanden van zijn verlof alles behalve toevallig is geweest, maar een (heimelijk gekoesterd) vooropgezet doel van de twintigjarige musicus. Wat Bach in een periode van drie en een halve maand - reizen per voet van Arnstadt naar Lübeck (en omgekeerd) duurde gemiddeld een week - zoal heeft verricht, is onbekend. Aannemelijk is dat hij zowel beroepsmatig als persoonlijk ontmoetingen heeft gehad met Buxtehude. Daarnaast valt niet uit te sluiten dat hij vanuit Lübeck naar de westelijk-nabijgelegen steden Lüneburg en (vooral) Hamburg is gereisd waar zich immers 'oude' relaties ophielden: in Lüneburg onder anderen zijn oud-leraar Georg Böhm en diens kunstlievende omgeving, in Hamburg zijn grote voorbeeld als 'geleerd' en virtuoos musicus Johann Adam Reincken en de zijnen.
Barokmusicus en -specialist Ton Koopman meent dat er voor Bach nog een reden kan zijn geweest om vanuit Lübeck naar Hamburg af te reizen: de aanwezigheid aldaar van de eveneens twintigjarige, toen reeds overal als klaviervirtuoos geroemde Georg Friedrich Händel die als uitvoerend musicus en componist was verbonden aan de opera aan de Ganzenmarkt, het eerste burger-operahuis van Europa benoorden de Alpen.
Tijdens het verantwoordingsgesprek van de Arnstadter kerkraad met Bach, niet lang na terugkeer ter plaatse, werd hem meegedeeld dat zijn begeleidingen op orgel van de massaal gezongen kerkliederen ‘te ingewikkeld waren’ waardoor de gemeente in de war raakte, dat zijn voorspelen bij binnenkomst te lang waren en dat hij nog steeds weigerde om met het schoolkoor te musiceren. Bach reageerde op het verwijt dat zijn koraalzang-inleidingen te lang waren, door voortaan alleen veel te korte begeleidingen te vertolken; op de andere punten reageerde hij niet of met maanden vertraging.
Ondanks conflicten was Bachs 'Sturm und Drang'-periode in Arnstadt wel de tijd waarin hij, zoals zijn zoon Carl Philipp Emanuel Bach later zou schrijven, 'de eerste vruchten van zijn vlijt' toonde: in Arnstadt ontstonden namelijk zijn eerste cantates (in relatief kleine bezetting), alsook de eerste representatieve orgelwerken in grote vorm.

### Mühlhausen (1707-1708)
Een jaar nadien, in 1707, werd Bach organist van de Blasiuskirche in de vrije rijksstad Mühlhausen. In vergelijking met zijn vorige baan betekende deze aanstelling voor Bach een vooruitgang. De 'vrije rijksstad' Mühlhausen was een veel grotere stad dan Arnstadt en de functie van organist in de Blasiuskirche stond in de stad in hoog aanzien, in tegenstelling tot de functie van organist in de Neue Kirche in Arnstadt. In het contract was overeengekomen dat Bach een jaarsalaris van 85 florijnen zou ontvangen (hetzelfde salaris als hij in Arnstadt had ontvangen, maar twintig florijnen meer dan dat van zijn voorganger) en daarnaast een salaris in natura (brandhout, aanmaakhout en graan). Als tegenprestatie werd van Bach verwacht dat hij zich tegenover het stadsbestuur loyaal zou opstellen en dat hij "zich bereid zou tonen om de taken die van hem werden verwacht uit te voeren en te allen tijde beschikbaar zou zijn en zich met name oprecht en ijverig in zou zetten voor diensten op zondagen, feestdagen en andere heilige dagen, dat hij het orgel dat hem was toevertrouwd op zijn minst in goede conditie zou houden, dat hij de daartoe aangewezen personen op de hoogte zou brengen van enig defect en dat hij zorgvuldig zou toezien op de reparaties en de muziek". Verder werd – stilzwijgend – van Bach verwacht dat hij zou samenwerken met de stadsmusici en met koorzangers en instrumentalisten van het plaatselijke gymnasium. Op 1 juli 1707 trad Bach in dienst.
In Mühlhausen ging Bach voor het eerst in zijn leven zelfstandig wonen. Korte tijd na zijn indiensttreding (op 17 oktober) trouwde hij op 22-jarige leeftijd met zijn eveneens 22-jarige achternicht Maria Barbara Bach, dochter van de gerenommeerde componist Johann Michael Bach. Ze trouwden in de dorpskerk van Dornheim, 3 km ten noordoosten van Arnstadt.
Begin februari 1708 voerde Bach daar zijn eerste cantate in zeer grote vocaal-instrumentale bezetting uit: Gott ist mein König, dat hoogstwaarschijnlijk gemodelleerd is naar twee grote oratoriumcomposities van Dietrich Buxtehude, bij wie Bach ruim twee jaar eerder in Lübeck op bezoek was geweest. De cantate – officieel met 'Motetto' aangeduid – werd geschreven ter gelegenheid van de (jaarlijkse) verkiezing van het nieuwe stadsbestuur van Mühlhausen. De autoriteiten waren dermate onder de indruk van de compositie dat zij besloten om het muziekstuk in gedrukte vorm, in aparte stemboeken, uit te geven (een eer die eertijds reeds beroemde componisten als Telemann en Händel nog niet was toegevallen).
In juni 1708 vertrok Bach naar Weimar, alwaar het orgel van de hofkapel net was gerestaureerd. Bachs beschermer, de hoforganist Johann Effler, was ziek en vond zichzelf niet in staat om het gerestaureerde orgel te keuren en in te wijden. In plaats hiervan vroeg hij Bach over te komen om deze taak uit te voeren. Dit deed Bach, en zijn orgelspel viel bij hertog Willem Ernst van Saksen-Weimar dermate in de smaak dat Bach een aanbod kreeg hoforganist te worden tegen een jaarsalaris van 150 florijnen. Bach ging onmiddellijk akkoord met dit aanbod en tekende op 20 juni 1708 het contract. Vijf dagen later, op 25 juni 1708, diende hij in Mühlhausen zijn ontslag in. In zijn ontslagbrief schreef Bach dat hij door dit salaris een "aangenamer leven kon leiden" (zijn vrouw was net in verwachting van hun eerste kind) en daarnaast dat hij in Weimar alleen met professionele musici hoefde te werken.
Ondanks het feit dat het snelle vertrek van Bach werd betreurd, bleef de verstandhouding tussen Bach en de stad Mühlhausen goed. De volgende jaren zou Bach nog tweemaal een cantate bij de verkiezing van het nieuwe stadsbestuur van Mühlhausen componeren en persoonlijk overkomen om de uitvoeringen te leiden. Beide cantates zijn verloren gegaan. Later, in 1735, werd Bachs derde zoon Johann Gottfried Bernhard Bach organist in de Marienkirche in Mühlhausen, de lutherse hoofdkerk van Mühlhausen. Bij de auditie van zijn zoon werd Johann Sebastian Bach als eregast ontvangen en inspecteerde hij gratis het orgel van deze kerk.

### Weimar (1708-1717)
In 1708 werd Bach hoforganist en kamermusicus, later concertmeester van Willem Ernst, hertog van Saksen-Weimar, een streng gelovig, vrij autoritair regerend, maar kunstminnend vorst. In deze periode componeerde Bach het overgrote deel van de orgelwerken waarmee hij later beroemd geworden is. Hij maakte in deze periode furore als orgel- en klavecimbelvirtuoos, briljant kamermusicus en componist. Het verhaal deed de ronde dat Bach op het orgelpedaal loopjes kon uitvoeren die de meeste organisten niet eens met de handen gespeeld kregen. Ongeveer halverwege zijn ambtsperiode in Weimar werd Bach benoemd tot concertmeester van het hoforkest. Ten gevolge van de ziekte van de hofkapelmeester kreeg hij, als lid van een team van vooraanstaande componerende hofmusici, de opdracht om voor een duidelijk bepaalde vaste zondag van elke maand een kerkelijke cantate te schrijven ten behoeve van kerkdiensten in de hofkapel, de 'Himmelsburg'.
Bach onderhield in deze periode nauwe collegiale betrekkingen met Georg Philipp Telemann, toen werkzaam als hofkapelmeester aan het hertogelijke hof in Eisenach, die peetoom zou worden van zijn tweede zoon Carl Philipp Emanuel. In Weimar werden zes van Bachs kinderen geboren. Door interne conflicten in de hertogelijke familie, die het hofleven sterk beïnvloedden, keek hij gaandeweg uit naar een post elders. Het vorstenhof in Köthen bood hem die kans en Bach greep deze kans, maar pas nadat hij een maand lang in de gevangenis van het hertogelijke slot had moeten verblijven, omdat hij het had gewaagd bij regerend hertog Willem Ernst – die Bach uit respect voor zijn grote talenten ongewoon goed betaalde – zijn ontslag aan te bieden.

### Kapelmeester te Anhalt-Köthen (1717-1723)
In 1717 werd Bach kapelmeester aan het hof van de muziekminnende vorst Leopold van Anhalt-Köthen (1694-1728) in diens vorstendom Anhalt-Köthen. Tegenover Weimar betekende dit een verdubbeling van zijn salaris. Zijn salaris was even hoog als dat van de hofmaarschalk, de op een na hoogste functionaris aan het hof. De aanstelling betekende een radicale breuk met de functies die Bach tot dan toe had uitgeoefend.
Het hof te Köthen was calvinistisch, zodat er geen plaats was voor een 'gereguleerde' kerkmuziekpraktijk naar lutherse opvatting.
Van hofkapelmeester Bach werd verwacht dat hij zich toelegde op wereldlijke muziek als concerten, feesten en speciale gelegenheden zoals de verjaardag van de prins. Bach kreeg de leiding van een klein (uit 17 musici bestaand) beroepsensemble van een zeer hoog muzikaal niveau. De kern ervan werd gevormd door acht kamermusici, van wie er vijf solist waren geweest in de Pruisische hofkapel in Berlijn en Potsdam, die in 1713 ontslagen waren door Frederik Willem I van Pruisen bij diens aantreden als regerend vorst.
In de zes jaar die Bach in Köthen werkte, schreef hij voornamelijk stukken voor kamerorkesten en solo-instrumenten; 'pour le divertissement et le plaisir' van vorst Leopold, diens hof en hovelingen.
Bachs hofmuziekrepertoire moet vrij omvangrijk zijn geweest. Toch is daarvan maar een beperkt deel bewaard gebleven, dat dan voornamelijk in versies is overgeleverd van latere datum. Zelfs zijn 'Six Concerts avec Plusieurs instruments' (de zogeheten Brandenburgse Concerten) zijn als verzameling niet voor het hof van Köthen bedoeld, maar zijn door Bach samengesteld uit ouder en nieuw materiaal bij wijze van 'sollicitatie' naar een functie aan het hof van de markgraaf van Brandenburg.
Wat uit Bachs Köthener-periode is overgeleverd zijn onder andere vioolconcerten, drie sonates en suites voor viool solo (waarvan een de beroemde Chaconne bevat), zes suites voor violoncello solo en zes Franse suites en zes Engelse suites voor klavecimbel.
Met zijn zes sonates voor concerterend klavecimbel en solerende viool uit deze tijd realiseerde hij iets nieuws. In plaats van een compositie waarin het klavecimbel (eventueel met violoncello of viola da gamba erbij) slechts een becijferde baspartij weergeeft voor te improviseren akkoorden en andere notenfiguren in de rechterhand, waardeert hij de klavierpartij op tot gelijkwaardige partner van het eigenlijke solo-instrument (in de oorspronkelijke titel van deze sonatecyclus staat het klavecimbel zelfs vóór de viool vermeld).
Bachs eerste vrouw Maria Barbara Bach-Bach, bij wie hij zeven kinderen had, stierf op 35-jarige leeftijd in 1720. De toen ook 35-jarige Johann Sebastian hoorde pas van haar overlijden op de stoep van zijn woonhuis bij terugkeer van een dienstreis met zijn adellijke broodheer. Het jaar daarop trouwde Bach, weduwnaar met kleine kinderen, met de 20-jarige zangeres Anna Magdalena Wilcke bij wie hij dertien kinderen zou krijgen. Van de in totaal twintig kinderen die Bach verwekte, zijn er tien op jonge leeftijd overleden.
Bach besteedde veel aandacht aan didactische werken. In Köthen legde hij enkele muziekboekjes aan voor zowel zijn vrouw als voor zijn kinderen. Daarvan zijn onder andere de twee 'Clavier-Büchlein' voor Anna Magdalena Bach bewaard gebleven. Die voor Carl Philipp Emanuel Bach niet, alhoewel belangrijke delen ervan in de vorm van afschriften wel de tand des tijds hebben doorstaan.
Ook in Köthen rezen voor Bach problemen die de drang naar het zoeken van een nieuwe betrekking deden toenemen. Allereerst huwde prins Leopold in 1721 een vrouw met een beduidend andere, 'lichtere' muzikale smaak. Dit deed de belangstelling van de vorst voor Bachs kunst afnemen. Bovendien moest het vorstendom – dat formeel onder Pruisen viel – bijdragen aan de financiering van het Pruisische leger. Daarom werd er gesnoeid in de kosten van onder andere de hofcultuur.
Bovendien begon Bach uit te kijken naar een geschikte plek voor het voortgezette en universitaire onderwijs van zijn opgroeiende zonen Wilhelm Friedemann en Carl Philipp Emanuel.
Aan Bachs aspiratie tot het vinden van een nieuwe baan heeft het nageslacht vier belangrijke compositiecycli te danken.
- Allereerst de 'Brandenburgse Concerten' (zie boven).
- Nadat hem in 1722 het overlijden ter ore was gekomen van Johann Kuhnau, de Thomascantor (= de verantwoordelijke voor de kerkmuziek in de twee hoofdkerken van Leipzig; de Nikolaikirche en de Thomaskirche, tevens de muziekleraar aan de Thomasschule en leider van het Thomanerchor, het schoolkoor), besloot hij naar deze vacant geworden positie te solliciteren. Omdat Bach weliswaar een gymnasiumopleiding had genoten maar geen universitaire (noodzakelijk voor zo'n functie), stelde hij toen bij wijze van 'sollicitatiepapieren' drie compositiecycli samen als onderbouwing van (vereiste) pedagogische kwaliteiten.

Zijn persoonlijke koraalvoorspelenboekje voor orgel uit Weimar voorzag hij toen pas van een pedagogisch-toepasselijk titelblad, met daarboven de titel Orgel-Büchlein. Daarnaast ordende hij een verzameling van betrekkelijk losse, korte twee- en driestemmige klavecimbelstukken uit het muziekleerboekje voor de oudste zoon Wilhelm Friedemann tot een aparte dertigdelige cyclus. Het is bekend geworden als 'de inventies (15 tweestemmige inventies) en sinfonia's (15 driestemmige sinfonia's)'.
Tot slot bracht hij reeds bestaande Praeludia en Fuga's – al dan niet bewerkt – met nieuwe samen tot het eerste deel van zijn beroemde klavecimbelcyclus Das Wohltemperierte Klavier, waarin 24 preludia en even zovele fuga's in alle grote- en kleineterts-toonsoorten de revue passeren.

### Cantor te Leipzig (1723-1750)
Bachs aanstelling volgde en in 1723 verhuisde hij naar Leipzig, destijds een belangrijk cultureel en handelscentrum met vooraanstaande boek- en muziekuitgeverijen, een gereputeerde universiteit en de alom bekende Leipziger Messe (beurs). J.S. Bach stelde voor zijn zoon Wilhelm Friedemann Bach een reeks samen van zes triosonates voor orgel (BWV 525-530), die tot zijn beste orgelcomposities behoren. Hier vonden de eerste uitvoeringen van de Johannes- en Matteüspassie plaats, respectievelijk 1723 en 1727 of 1729.
Bach schreef hier ook het overgrote deel van zijn cantates, in totaal vijf (bij elkaar opgeteld) volledige jaargangen, waarvan vermoedelijk 60% (circa 200) bewaard is gebleven.

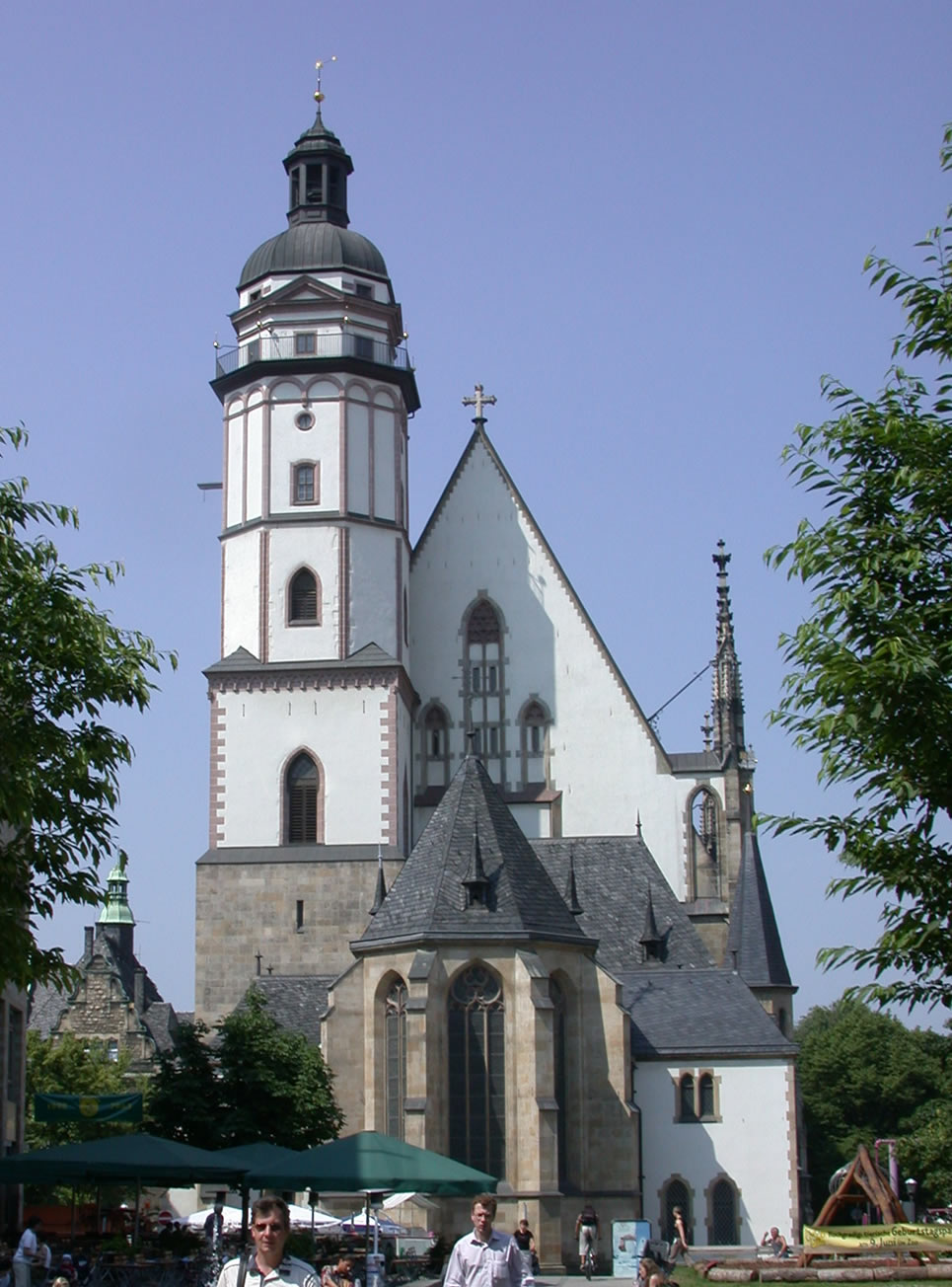
Thomaskirche

In 1731 bedacht Bach voor de installatie van de nieuwe stadsraad van Leipzig een meesterlijke cantate (BWV 29 Wir danken Dir, Gott, wir danken Dir), met een indrukwekkende instrumentale bezetting, compleet met pauken en trompetten. In Leipzig was hij Thomascantor, muzikaal leider van het Thomanerchor, verantwoordelijk voor de muziek in de Thomaskirche en de Nikolaikirche en leraar aan de Thomasschule. Zijn relatie met het stadsbestuur was slecht en men zag hem als een wat vreemde koppige oude man die met verouderde contrapuntische muziek bezig was. Bovendien werd Bach meer gezien als organist dan als componist. Bach was dan ook niet bepaald de eerste keus van het gemeentebestuur.
Uiteindelijk werd Bach pas benoemd nadat de componisten Georg Philipp Telemann en Christoph Graupner hadden bedankt. Bach kreeg in deze periode veel steun van graaf Hermann Carl von Keyserlingk, die als diplomaat werkzaam was aan diverse hoven. De bekendste werken die Bach hier componeerde waren de Matthäus-Passion, de Johannes-Passion, het zogenoemde Weihnachtsoratorium, het tweede deel van het Wohltemperierte Klavier (eveneens 24 preludes en fuga's), de Mis in b klein (Hohe Messe), de motetten, het Magnificat (voor Kerstmis 1723) en de vier delen van de zogenoemde Clavierübung, waaronder deel één met zes Partita's voor klavecimbel en deel vier met de Goldbergvariaties. Zijn bezoek in 1747 aan Carl Philipp Emanuel, die hofklavecinist was bij Frederik de Grote in Potsdam, leidde tot het 'Muzikale offer'. Frederik, die goed fluit speelde, gaf de oude Bach een thema op, dat hij thuis uitwerkte tot het Muzikale offer (BWV 1079). Bach trok zich de laatste jaren steeds meer terug en besteedde veel aandacht aan het perfectioneren van zijn meesterwerken, want hij was zich ervan bewust goud in handen te hebben. In 1747 trad hij toe als veertiende (!) lid van de Societät der musicalischen Wissenschaften. Ter gelegenheid hiervan werd door Elias Gottlieb Haussmann het enige portret van Bach gemaakt waarvan de authenticiteit vaststaat (zie bovenaan). In zijn hand houdt Bach hierop de 6-stemmige tripelcanon BWV 1076. Bach stuurde 'Einige canonische Variationen auf "Vom Himmel hoch" (BWV 769) als inauguratie.
In 2023 vond in Leipzig een openlucht jubileumconcert plaats ter gelegenheid van 300 jaar muziek van J.S. Bach in Leipzig. Met Lang Lang, Daniël Hope, Albrecht Mayer, Sophie Kauer, Francesca Aspromonte, Cameron Shahbazi. Tomanerchor Leipzig, Gewandhausorchester Leipzig onder leiding van Andreas Reize. DVD Deutsche Grammophon, 2023.

### Overlijden
Bach had vanaf 1747 een oogziekte, gevolg van ouderdomsdiabetes. Aan het eind van de lente van 1749 kreeg Bach een beroerte. Daarna ging zijn gezichtsvermogen sneller achteruit. Tegen de zomer was hij al vrijwel blind geworden.
Begin 1750 besloot Bach zich te laten opereren. De operatie mislukte echter, waardoor Bach uiteindelijk volledig blind werd. Desondanks werkte hij hard aan de voltooiing vooral van de drukvoorbereidingen van Die Kunst der Fuge, een reeks fuga's en canons voor klavecimbel op een en hetzelfde thema waarin de grenzen van alle mogelijke stijlen en vormen zijn aangesproken. Het verhaal gaat dat Bach, toen zijn gezondheid verder achteruitging, vanaf zijn ziekbed een laatste koraalvoorspel – Vor deinem Tron tret'ich hiermit – aan zijn schoonzoon Johann Altnikol dicteerde.
Op 18 juli 1750 kreeg Bach volkomen onverwacht zijn gezichtsvermogen weer terug, maar een paar uur later werd hij getroffen door een beroerte. Hij overleed tien dagen later aan de gevolgen daarvan. Bach werd drie dagen later anoniem begraven op het kerkhof van de Johanneskerk van Leipzig. De precieze plek van zijn graf werd al snel vergeten. In 1894 werd de Johanneskerk uitgebreid en gerenoveerd, waardoor een deel van het kerkhof moest worden geruimd. Er werden pogingen gedaan Bachs stoffelijke resten terug te vinden. Uiteindelijk werd er in de buurt van de locatie een skelet gevonden, dat in de kerk werd herbegraven. Nadat de Johanneskerk in de Tweede Wereldoorlog was verwoest, werd Bach in 1950 opnieuw herbegraven in de Thomaskerk. Tot op heden bestaat er echter twijfel of de stoffelijke resten werkelijk van Bach zijn.
De graveerfase van Die Kunst der Fuge was op de dag van Bachs overlijden niet voltooid. Om de achtergebleven familie van verdere geldzorgen te vrijwaren, bracht Bachs tweede zoon Carl Philipp Emanuel, die als hofmusicus werkzaam was in Berlijn en Potsdam, het uitgaveproject zo goed en zo kwaad als dit ging tot een zeker einde. Al in 1751 werd Bachs publieke zwanenzang 'in de verkoop' gebracht.
Op 7 augustus 1750, ruim een week na de dood van de componist, kwam het stadsbestuur bijeen om een nieuwe cantor te kiezen. Bachs naam werd nauwelijks genoemd, behalve door een raadslid dat met kennelijke wrok het vertrouwde cliché herhaalde: De school heeft een muziekleraar nodig, geen dirigent. De burgers van Leipzig vertrouwden de lastige cantor toe aan de vergetelheid. Bachs vrouw, Anna Magdalena, bleef met haar vijf kinderen achter zonder bestaansmiddelen. Ze was 48 jaar oud toen Bach stierf, en weigerde te hertrouwen, zodat ze het voogdijschap niet zou verliezen over haar minderjarige kinderen. Al in 1752 was de erfenis helemaal op en kreeg zij van de gemeenteraad veertig daalders in ruil voor een aantal onverkochte exemplaren van "Die Kunst der Fuge" en van de zang- en instrumentale partijen van kerkelijke cantates van haar overleden echtgenoot. Samen met haar twee jongste dochters van 8 en 12 vond zij onderdak bij vrienden. Ze stierf in 1760 op 59-jarige leeftijd als 'Almosenfrau', wat in die tijd betekende dat zij een (bescheiden) kerkelijke uitkering kreeg.

## Werken
- Zie Bach-Werke-Verzeichnis
- Lijst van kerkelijke en wereldlijke cantates van Johann Sebastian Bach
- Lijst van cantates van Johann Sebastian Bach

### Algemeen
Een van de bijzondere aspecten van Bachs composities is het complexe en ingenieuze gebruik van het contrapunt. Meer dan andere componisten wordt Bach geassocieerd met de fuga. Het bekendste fuga-album is wellicht het Wohltemperierte Klavier; dit werk, in twee delen van elk 24 duo-composities, bevat in totaal 48 preludes en fuga's, twee voor elke majeur en mineur toonsoort. Aan het eind van zijn leven schreef Bach Die Kunst der Fuge, bestaande uit veertien fuga's (die Bach zelf 'Contrapuncti' noemde) en vier canons, alle op hetzelfde thema gebaseerd.
Veel van zijn muziek schreef Bach voor de Lutherse Kerk. Vanaf 1723 tot aan zijn dood was hij cantor van de Thomaskerk in Leipzig. Van de overgeleverde motetten zijn vooral Der Geist hilft unsrer Schwachheit auf (BWV 226) en Jesu, meine Freude (BWV 227) bekend. Zijn vele cantates (lijst) componeerde hij voor de reguliere zondagsdiensten buiten de vastentijd; de Johannes-Passion (BWV 245) en de Matthäus-Passion (BWV 244) waren bedoeld voor speciale diensten op respectievelijk Witte Donderdag en Palmzondag. De Matthäus Passion werd voor het eerst uitgevoerd in 1727.
De barokke Passion is een zeer uitgebreide cantate (ook wel oratorium genoemd), met als basistekst het lijdensverhaal van Christus als genoteerd door een van de evangelisten en aangevuld met eigentijdse gedichten en kerkliederen. De barokke passies worden soms wel vergeleken met de opera, met dit verschil dat er geen sprake is van dramatische enscenering.

### Bach-Werke-Verzeichnis
De werken van Bach werden genummerd door Wolfgang Schmieder en kregen alle een BWV-nummer waarbij Schmieder niet chronologisch te werk ging maar een systematische ordening naar genre invoerde.

### Bach-onderzoek
Tijdens de Duitse deling (door het IJzeren Gordijn) waren er twee instituten in Duitsland die zich bezighielden met de studie van Bachs partituurhandschriften (autograaf), papiersoorten en watermerk. Dit waren de Bachinstituten te Leipzig (o.l.v. Werner Neumann) en te Göttingen (o.l.v. Alfred Dürr). Dit laatste hield op 1 januari 2007 op te bestaan. De instituten stelden zich tot doel te werken aan de publicatie van de Neue Bach Ausgabe (NBA), een tweede integrale uitgave van de werken van Bach die de fouten moest rechtzetten van de eerste uit de 19e eeuw. Dit project is midden 2007 officieel voltooid. Nadien zullen delen van de NBA (vooral uitgaven uit de jaren vijftig) die de toets der kritiek reeds lang niet konden doorstaan, in herziene vorm opnieuw worden uitgegeven. Het Bach-Archiv Leipzig zelf heeft, in samenwerking met Carus Verlag, een aparte uitgavenreeks opgezet van door Bach bewerkt repertoire van andere meesters. Zo is in 2008 een verzamelband verschenen met Bachs bewerkingen van missen en misdelen van Palestrina.
De Bachonderzoekers hadden tot de val van de Berlijnse Muur in 1989 te kampen met grote praktische, maar niet geheel onoverkomelijke problemen. De partituur van de Matthäus Passion bijvoorbeeld bevond zich in Oost-Berlijn, de handgeschreven partijen waren echter in West-Berlijn. Alfred Dürr slaagde er toch in op basis van grafologische en watermerkstudies van de muziekhandschriften aan te tonen dat Bach zijn cantates in het begin van zijn Leipziger tijd nagenoeg 'op voorraad' schreef. Daarna bleef hij teren op het bestaande, aangevuld met cantatecomposities van onder anderen Telemann en Stölzel.
Barthold Kuijken promoveerde eind 2007 aan de Vrije Universiteit Brussel in de musicologie met een onderzoek naar hoe Bachs muziek klonk in zijn tijd. Of, met andere woorden, een zoektocht naar de klank achter de notennotatie. De auteur stelt dat de notatie niet overeenkomt met de muziek of dat bij barokmuziek de partituur slechts in beperkte mate samenvalt met de muziek, hoewel die vandaag soms het enige houvast is. Daartoe legde hij een portfolio aan dat Bachs gehele uitvoeringspraktijk omvat. Ook inventariseerde hij alle opnames, een discografie en een bibliografisch overzicht.
De musicoloog Andrew Parrott is een van de vele onderzoekers rond de "authentieke uitvoeringspraktijk" van Bachs cantates. In zijn publicatie The Essential Bach Choir onderzoekt en beargumenteert hij de theorie van onder anderen Joshua Rifkin, dat Bachs cantates oorspronkelijk slechts uitgevoerd werden met enkelvoudig bezette stemmen en niet met een uitgebreid koor. Dit in tegenstelling tot authentieke bronnen uit Bachs tijd, waaruit blijkt dat het vocaal-instrumentale uitvoeringsapparaat van Bach 30 tot 40 musici telde. Bovendien zijn enkele speellijsten van Bachs eigen hand opgedoken, waaruit blijkt dat elke koorpartij van bijvoorbeeld een cantate voor minstens vier stemmen was bedoeld. Parrott stelt in zijn studie ook dat de viola da spalla in Bachs tijd tot het vaste instrumentarium behoorde.

## Nalatenschap en invloed

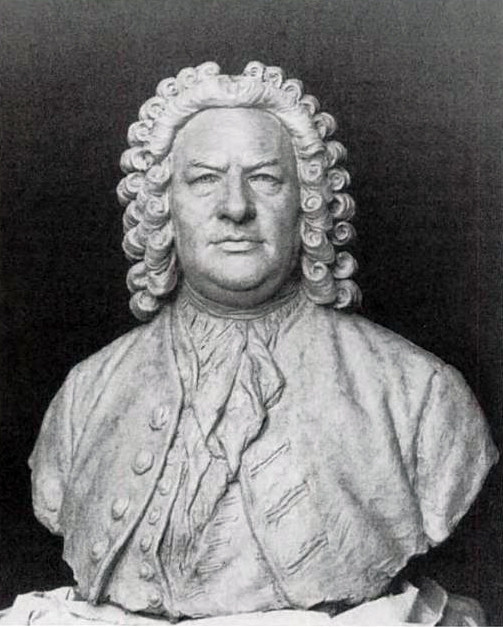
19e-eeuws borstbeeld van J.S. Bach

Na zijn dood raakten Bach en zijn werken in vergetelheid, met uitzondering van zijn orgel- en klavecimbelwerken die, al was het dan in beperkte kring van beroepsmusici en gevorderde muziekamateurs, altijd repertoire hebben gehouden. Een andere uitzondering was de omvangrijke compositie, de "Mis in b" (Hohe Messe) die, in de vorm van een handgeschreven kopie, zelfs bij Joseph Haydn en Ludwig van Beethoven in Wenen bekend werd als 'leervoorbeeld'. Na driekwart eeuw, in 1829, werd ook de andere vocale muziek van Bach herontdekt, dankzij de inspanningen van Felix Mendelssohn Bartholdy die een uitvoering van de Matthäus Passion in de Berlijnse Singakademie organiseerde; het werd het begin van de definitieve erkenning van de enorme waarde van Bachs muziek.

### Tweede helft 18e eeuw en 19e eeuw
Bachs reputatie ging in zijn latere jaren als componist en na zijn dood achteruit. Zijn stijl werd als ouderwets beschouwd in vergelijking met de opkomende klassieke stijl. Hij werd evenwel herinnerd als musicus, pedagoog, componist en vader van zijn eveneens musicerende en componerende kinderen (met name Carl Philipp Emanuel en Johann Christian). De direct na zijn dood nog bekende composities waren klavierwerken, waarvan vele componisten een exemplaar bezaten. Van onder anderen Mozart en Beethoven is bekend dat ze het werk van Bach bewonderden.
Tijdens een bezoek aan de Thomasschule in Leipzig hoorde Mozart een motet-uitvoering (BWV 225). Hij zou hebben gezegd: "Kijk, dit is nu iets waarvan men kan leren!". Nadat hij delen van het motet in handen had gekregen ging hij op de grond zitten met de koorpartijen om zich heen, waarbij hij alles vergat, en niet eerder opstond dan nadat hij alle stukken uitgebreid bestudeerd en in partituurvorm overgeschreven had. Beethoven oefende al als kind op Bachs Wohltemperierte Klavier en noemde Bach later in zijn leven: Urvater der Harmonie (Grondlegger van de harmonie). Van Beethoven is ook de woordspeling: nicht Bach, sondern Meer (geen beek maar een zee, gebruik makend van de letterlijke betekenis van Bachs naam).
De wederopbloei van Bachs reputatie als componist bij het brede publiek werd mede mogelijk gemaakt door de publicatie van Johann Nikolaus Forkels biografie (1802), die onder anderen door Beethoven werd gelezen. Philipp Spitta's biografie van 1873 was er een aanvulling op. Goethe maakte relatief laat in zijn leven kennis met het werk van Bach door een serie optredens van klavier- en koorwerken in Bad Berka in 1814 en 1815. In een in 1827 geschreven brief vergeleek hij de ervaring van het luisteren naar Bachs muziek met "oneindige harmonie in dialoog met zichzelf".
Vermoedelijk heeft Felix Mendelssohn Bartholdy de grootste bijdrage geleverd aan het herwaarderen van Bachs nalatenschap door in 1829 de Matthäus Passion opnieuw uit te voeren in Berlijn. Georg Wilhelm Friedrich Hegel, die aanwezig was bij deze uitvoering, noemde Bach later een 'groot, oprecht protestant, robuust en erudiet genie', dat we pas sinds kort weer op volle waarde schatten. Mendelssohn continueerde zijn promotie van Bach in de hierop volgende jaren en Bachs reputatie groeide evenredig. De Bach Gesellschaft werd opgericht in 1850 om zijn werk verder te promoten. Deze organisatie vervulde een belangrijke rol in de herwaardering van Bach door het publiceren van de bladmuziek. Ook Johannes Brahms werkte eraan mee. Vanaf 1871, onder invloed van kanselier Bismarck, probeerde men het opkomende Duitse nationale gevoel via culturele kanalen aan bod te laten komen in taal, literatuur, geschiedenis en bovenal in muziek uit heden en verleden. Deze hele onderneming werd ondersteund door de Romantiek, die zich afzette tegen het rationalisme (Bach zelf was sympathie voor de oecumene bepaald niet vreemd, hetgeen in zijn dagen een aspect van de Verlichting was). Ook het enthousiasme voor de muziek als enige kunstvorm die direct tot de ziel spreekt, speelde een rol. Bach werd door de Duitse componisten gezien als hun grote voorloper en voorvader, vandaar het groeiend reveil.

### 20e eeuw
Gedurende de 20e eeuw zijn verschillende stukken van Bach herontdekt. Ook zag men steeds meer hun artistieke en educatieve waarde. Toen ontstond ook een beweging die streefde naar uitvoeringen op hedendaagse kopieën van instrumenten uit de tijd van de componist, en geïnterpreteerd zoals men denkt dat de componist het bedoeld zou kunnen hebben. Voorbeelden hiervan zijn de inzet van klavecimbels in plaats van concertpiano's en het gebruik van kleine koren of louter solisten.
In de twintigste eeuw werd het werk van Bach bewerkt en herwerkt in verschillende stijlen: van Stravinsky tot Schnittke, van Schönberg tot Kagel. Sinds Bachs dood zijn er rond de 300 werken geschreven met Bach als bron. Fünf Sätze für Streichquartett opus 5 van 1909 van Anton Webern is een bewerking van Bachs Musikalisches Opfer BWV 1079. Sjostakovitsj schreef in 1950 zijn 24 preludes en fuga's. Andere voorbeelden zijn de Chaconne in d mineur door Ferruccio Busoni en Stravinsky's versie van de Canonische Variaties. Ook bekend is het muzikale eerbetoon van de Noorse componist Knut Nystedt met als veelzeggende titel Immortal Bach. Met dit werk wist de componist traditionele elementen te verbinden met essentiële nieuwe ontwikkelingen.
In 1950, op de 200e gedenkdag van zijn overlijden, kreeg Bach officieel eerherstel toen zijn (vermeende) stoffelijke resten overgebracht werden naar het koor van de Thomaskirche. Daar rusten ze nu onder een eenvoudige gedenkplaat.

### 21e eeuw
Willem van Ekeren is bekend van zijn Bach-Bukowskiproject. Hij verweefde hierin 22 gedichten uit The Last Night of the Earth Poems van de Amerikaanse dichter-schrijver Charles Bukowski met de 22 delen van Bachs Wohltemperierte Klavier. Daarbij wordt het Bach-spel op de piano gecombineerd met het bluesy-jazzy zingen van de tekst.
Ook muzikant en dirigent Gary Cooper is bekend geworden door zijn keyboardinterpretaties van Bachs werk.

### Musea
De volgende musea herinneren aan het leven en werk van Bach:
- Bach-Museum, met in hetzelfde pand het Bach-Archiv, Leipzig
- Historisches Museum & Bachgedenkstätte, Köthen, Saksen-Anhalt, deelcollectie
- Wilhelm-Friedemann-Bach-Haus, Halle, Saksen-Anhalt, deelcollectie
- Schlossmuseum, Arnstadt, Arnstadt, Thüringen, deelcollectie
- Bachhaus, Eisenach, Thüringen
- Bach-Stammhaus, Wechmar, Thüringen

## Huwelijken en kinderen
Bach huwde met zijn achternicht Maria Barbara Bach (20 oktober 1684 – 7 juli 1720) op 10 oktober 1707 te Dornheim. Ze kregen zeven kinderen :
- Catharina Dorothea (1708 - 1774)
- Wilhelm Friedemann (1710 - 1784) - organist, componist in Dresden, Halle en Berlijn
- Johann Christoph (1713 - 1713)
- Maria Sophia (1713 - 1713)
- Carl Philipp Emanuel (1714 - 1788) - klavecinist, componist, cantor in Frankfurt a/d Oder, hofmusicus in Berlijn en Potsdam en stadsmuziekdirecteur in Hamburg
- Johann Gottfried Bernhard (1715 - 1739) - organist in Mühlhausen
- Leopold Augustus (1718 - 1719)

Na haar overlijden huwde hij een tweede keer met de zangeres Anna Magdalena Wilcke of Wilcken (Zeitz, 22 september 1701 - Leipzig, 22 februari 1760) op 3 december 1721 te Köthen. Zij kregen dertien kinderen :
- Christiana Sophia Henrietta ( 1723 - 1726)
- Gottfried Heinrich (1724 -1763)
- Christian Gottlieb (1725 - 1728)
- Elisabeth Juliana Friederica, 'Liesl' (1726 - 1781), trouwde met Johann Christoph Altnickol; de andere dochters bleven ongetrouwd
- Ernestus Andreas (1727- 1727)
- Regina Johanna (1728 - 1733)
- Christiana Benedicta (1729 - 1730)
- Christiana Dorothea (1731- 1732)
- Johann Christoph Friedrich, de Bückeburger Bach (1732 - 1795)
- Johann August Abraham (1733 - 1733)
- Johann Christian, de Milanese of Londense Bach (1735 - 1782)
- Johanna Carolina (1737 - 1781)
- Regina Susanna (1742 - 1809)

Van deze 20 kinderen hebben er 10 hun kindertijd overleefd. Vier van zijn zoons waren ook componist.

## Bach als leraar
Over Bachs methode om les in compositie te geven beschikken wij over verschillende getuigenissen, waaronder die van hemzelf; hij verwees ernaar aan het slot van het Clavier-Büchlein, dat hij voor zijn tweede vrouw Anna Magdalena schreef. Ook Carl Philipp Emanuel maakte er tegenover Forkel opmerkingen over. Evenals bij zijn klavierlessen vormden een vaste methode en toewijding de sleutels van zijn aanpak. De leerlingen begonnen met het schrijven van een vierstemmige harmonie naar het model van Bachs eigen koralen. Zij kregen bijvoorbeeld een of meer van de partijen – sopraan, alt, tenor en bas – en moesten de rest aanvullen. Elke partij moest op een aparte lijn of notenbalk worden genoteerd zodat men de vorm van de melodie kon zien, want Bach duldde geen saaie meerstemmigheid; zonder de regels te overtreden moest elke partij haar eigen melodische lijn hebben. Bach herinnerde zijn leerlingen eraan dat elke partij als het ware een sprekende stem was die zijn zinnen grammaticaal juist moest vormen en niets mocht zeggen tenzij hij echt iets te zeggen had. Leerlingen mochten pas met eigen composities beginnen als ze deze vierstemmige polyfonie en het elementair contrapunt onder de knie hadden. En als ze ermee begonnen, vertelde hij hen niets te noteren tot ze het hele stuk doordacht hadden. Improviseren op het klavier als een manier om te componeren werd afgeraden; Bach sprak met minachting over wie hij noemde de 'klaviercavaleristen' die hun vingers op zoek naar ideeën over de toetsen lieten gaan.

## Bachs verhouding tot religie
Bachs muziek geldt als hoogtepunt van Lutheraanse kerkmuziek en als “muzikale uitdrukking van de Reformatie”.
Naar Bachs mening had muziek twee wezenlijke doelen: muziek behoort “tot Gods eer en tot zielsverrukking (Gemüthsergötzung)” te zijn, schreef hij.
Al in 1708, toen Bach ontslag vroeg uit zijn dienstbetrekking in Mühlhausen, motiveerde hij dat verzoek door te wijzen op zijn “einddoel, namelijk een gereguleerde kerkmuziek tot Gods eer”. Uiteindelijk zou hij pas vanaf 1723 in Leipzig over de uitvoeringsmogelijkheden beschikken die nodig waren om deze omvangrijke Lutheraanse kerkmuziek te componeren.
In Bachs nalatenschap bevonden zich theologische boeken en stichtelijke werken van Maarten Luther en van orthodox-lutheraanse theologen zoals Abraham Calov, Johannes Olearius, Heinrich Müller, August Pfeiffer en Erdmann Neumeister, maar ook geschriften van de piëtisten Philipp Jakob Spener en Johann Jakob Rambach. De weinige overgeleverde schriftelijke uitingen van Bach over zijn religieuze opvattingen, meestal aantekeningen in zijn theologische boeken, tonen hem als een gelovige lutheraan. In tegenstelling tot de toenmalige strenge lutheraanse orthodoxie in Leipzig lijkt hij het contact met andere stromingen niet te hebben geschuwd: al in Köthen had Bach een nauwe persoonlijke band met zijn, calvinistische, hertogelijke dienstheer, en zijn Hohe Messe componeerde hij in zijn Leipzigse tijd voor het katholieke Dresdener hof.
Bachs vocale geestelijke werken tonen hem als uitlegger van de Bijbel, ze zijn opgezet als “klinkende verkondiging” en weerspiegelen een doordachte theologische duiding.

## Een architectuur voor Bachs muziek
De architecten Zaha Hadid en Patrik Schumacher ontwierpen in 2009 een tijdelijk concertzaaltje voor de uitvoering van Bachs solocomposities voor het Manchester International Festival. De constructie heeft de vorm van een grote witte krul als een afgepelde sinaasappelschil om de eindeloze stroom van Bachs muziek te vangen.